# Arabutã
Arabutã é um município brasileiro do estado de Santa Catarina. Localiza-se a uma latitude 27º09'37" sul e a uma longitude 52º08'30" oeste, estando a uma altitude de 408 metros. Sua população estimada em 2011 era de 4 196 habitantes.
Possui uma área de 131,12 km².

## História
Com a construção da estrada de ferro São Paulo ao Rio Grande do Sul, por volta do ano de 1910, atravessando o Estado de Santa Catarina de Sul a Norte, costeando o Rio do Peixe, por uma empresa americana, a sorte da região tomou outros rumos.
O governo, para pagar a construção, deu glebas de terras ao lado da ferrovia desta firma, que as vendeu para firmas colonizadoras.
A região onde hoje é Arabutã foi vendida à companhia colonizadora Mósele Eberle e a partir de 1912 entraram os caboclos em nossa região, começando o desmatamento e então surgiram os primeiros núcleos de habitação.
Um dos líderes era Caudílio Fabrício das Neves que fixou residência em Queimados, hoje Concórdia.
Essa região pertencia a Colônia Concórdia e a companhia Mósele procurou interessados para aquisição de terras. Em 1927 chegaram à Arabutã uma leva de imigrantes, vindos da Romênia que aqui, a troco de serviços recebiam terras e comida da colonizadora. É a esses imigrantes que se deve a colonização de Arabutã, pois foram eles que abriram estradas para mais tarde servirem de passagem a novos imigrantes que vinham chegando.
O povoamento de início, teve o nome de Pipoca dado pelos caboclos, por motivo de terem ficado ilhados durante uma enchente, entre o Rio Jacutinga e Lajeado Canoas, e sua alimentação por vários dias, foi pipoca. Com a vinda dos alemães mudou-se o nome para Nova Germânia, assim ficou conhecida em grande parte do Rio Grande do Sul. A maioria dos colonizadores veio de Monte Negro trazendo o progresso, a cultura, a religião e o lazer.
Durante a 2ª Guerra Mundial mudou o nome para Mauá, nome este ainda conservado em nomes de empresas e monumento na praça central da cidade.
Mais tarde recebeu o nome de Arabutã, que na língua Guarani quer dizer Pau Brasil devido a uma madeira idêntica encontrada às margens do Rio Jacutinga.
Com a vinda de mais imigrantes, com o fruto do trabalho, Arabutã tornou-se rapidamente distrito.
O Município de Arabutã foi criado em 12 de dezembro de 1991 pela lei 8.474, a qual foi publicada no diário oficial n° 14.345 de 1991.
Arabutã foi distrito de Concórdia no período de 1938 até 31 de março de 1991, quando foi votado o plebiscito pela emancipação, tornando-se, no dia 12 de Dezembro de 1991, um Município politicamente emancipado. A emancipação política ocorreu com a posse do primeiro prefeito, em 1 de janeiro de 1993.
No primeiro domingo do mês de fevereiro ocorre o Kerb-Fest, que é o dia do aniversário da Igreja Evangélica de Confissão Luterana no Brasil e no dia 25 de julho se comemora o dia do Imigrante, colono e motorista. 

## Demografia
| Localização | Localização | Localização | Localização | Sexo      | Sexo  | Sexo     | Sexo  | TOTAL |
| Urbana      | %           | Rural       | %           | Masculino | %     | Feminino | %     | TOTAL |
| 1.084       | 26,78       | 2.964       | %           | 2.068     | 51,10 | 1.980    | 48,90 | 4.048 |

Fonte: IBGE
Segundo os dados publicados pelo IBGR, referentes ao Censo/2010, a população total de Arabutã, passou a 4.190 habitantes. 
A população do meio rural representa 73,22(setenta e seis vírgula vinte dois) e 26,78(vinte e seis vírgula setenta e oito) da área urbana. O Município apresenta uma densidade demográfica de 32,61 hab/km².
A maior absorção da mão-de-obra é verificada na agropecuária. No meio urbano são poucas as oportunidades de emprego, sendo as principais ocupações na indústria, nos serviços e no comércio.
Diante dos problemas conjunturais que afetam a agricultura, é preocupante o êxodo rural, especialmente a migração de jovens, que buscam emprego em outras atividades.

### Religião
Arabutã é um município luterano, com 75,16% de seus habitantes seguindo essa religião. Os católicos perfazem apenas 12,06% da população.

## Geografia

### Relevo
O Município de Arabutã apresenta um relevo bastante acidentado, com bastante pedregosidade, tornando portado a principal atividade econômica a criação de aves, suínos e leite, pela dificuldade de uso de máquinas para a agricultura. O relevo acidentado torna o solo suscetível à erosão, sobretudo por escorrimento superficial do solo.

### Clima
O Clima do Município é mesotérmico, do tipo úmido com geadas freqüentes nos meses de maio a agosto. A Temperatura máxima chega a 32 °C e a mínima a 0,5 °C e mantém uma temperatura média de 16,25 °C.

## Cultura
O Município possui equipamentos voltados a cultura, possuindo 7 Corais e 3 Grupos de Dança.
Na infra-estrutura voltada ao Turismo tem um hotel, dois restaurantes e quatro lanchonetes e seus principais eventos é o Encontro de Corais e de Danças Típicas (Germânicas), pois por ter uma população de descendência européia, principalmente germânica, Arabutã possui uma cultura diferenciada, principalmente na música e no canto.
O Município é banhado por inúmeros riachos e os Rios Engano e Rio Jacutinga que apresentam rara beleza, possuindo em suas margens diversos campings.  Através do Rio Jacutinga, pode-se chegar ao Lago da Hidrelétrica Itá, no Rio Uruguai. 

### Esportes
Quando o assunto é esportes o município nos últimos anos criou diversas competições esportivas além das que já estavam em disputa no município. As competições são: das modalidades de Bocha (Raffa Vollo e Ponto), Bolão, Canastra, Sinuca, Vôlei de Areia, Futsal, Futebol Sete e Futebol. Existem várias equipes amadoras que representam Arabutã  em competições dentro e fora do município. Entre elas, podemos citar: Esporte Clube Atlético (Linha Aurora), Grêmio Paraíso (Linha Paraíso), Grêmio Lageadense (Lageado Quirino), Esporte Clube Grenal Beira Rio (Linha Beira Rio), AER. Aliança (Linha Pintado), Esporte Clube Progresso (Linha Progresso), SER 3 de Maio (Canhada Grande), Esporte Clube Internacional (Linha Pelotas), SER 7 Setembro (Linha Iracema), Esporte Clube XV de Novembro (Linha Guaraípo), Esporte Clube Sempre Alegre (Linha Costa e Silva), Esporte Clube Internacional (Linha Castro Filho), Esporte Clube Aimoré(Linha Godofredo), Esporte Clube Boa Vontade (Linha Fazendinha), Esporte Clube Cruzeiro (Linha Capitão).

### Arquitetura
O Município possuiu na sua arquitetura traços fortes dos imigrantes alemães, destacam-se algumas propriedades rurais e algumas casas na sede do Município, que deverão ser tombadas pelo patrimônio público, para desta forma serem preservadas.

### Gastronomia
A gastronomia é tipicamente alemã, oferecida principalmente nos dias de festa, os mais tradicionais são: Cuca recheada, Tripa grossa, Joelho de Porco, Linguiça cozida na água, chucrute, entre outros. 

### Eventos
- Festividades alusivas a Emancipação Política Administrativa do Município;
- Kerb Fest - Aniversário da Igreja Evangélica;
- Festa em Homenagem ao Imigrante, Colono e Motorista;
- Feriado Municipal em homenagem ao dia da Reforma da Igreja.
- Festas tradicionais das Igrejas Cristãs.